# Paul Moser (Volkskundler)
Paul Moser (* 20. Mai 1901 in Geislingen an der Steige; † 18. Oktober 1970 in Kißlegg) war ein deutscher Lehrer, Liedersammler, Volkskundler und Schriftsteller.

## Leben

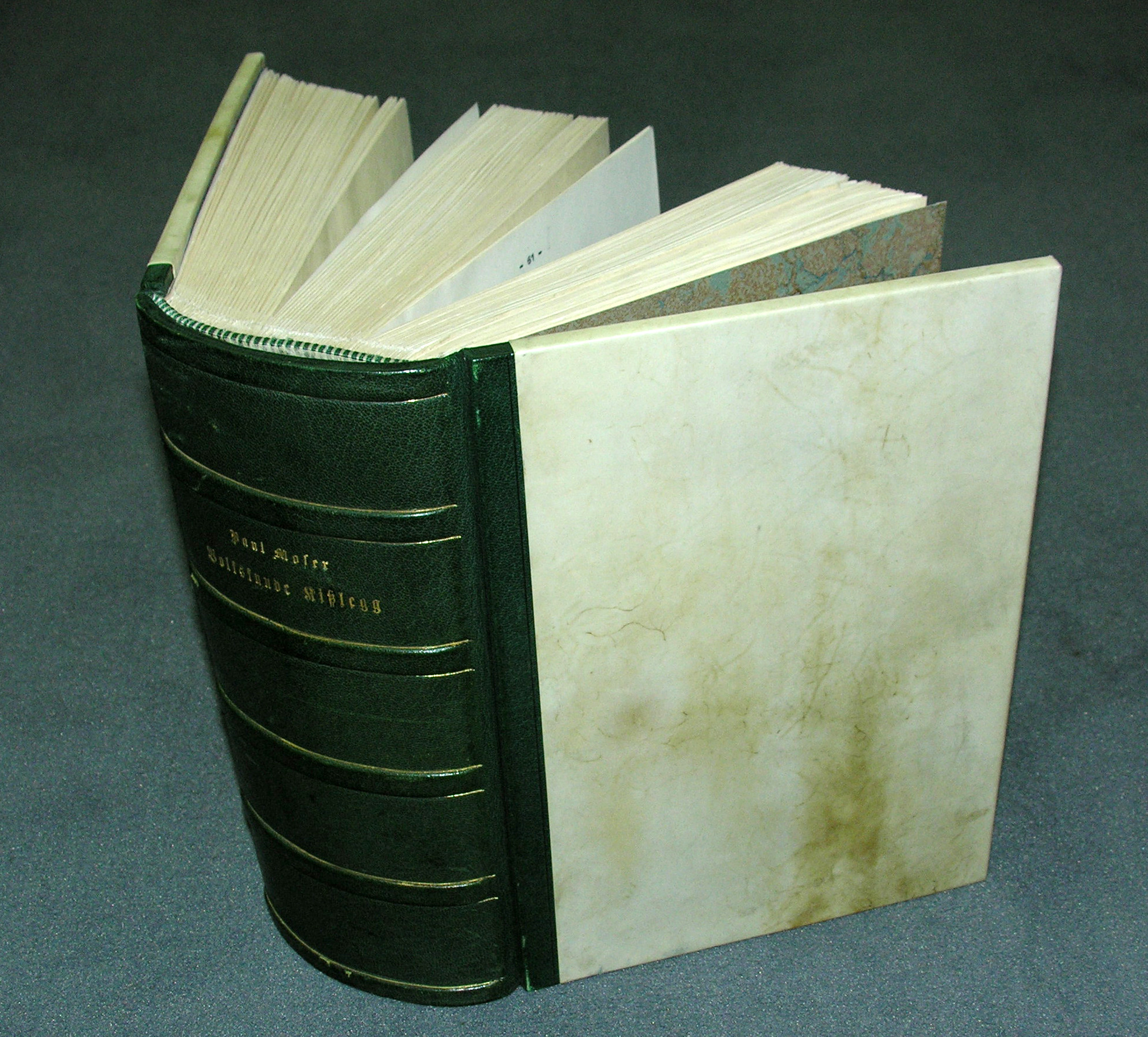
Paul Moser, Volkskunde Kißlegg, im Gemeindearchiv

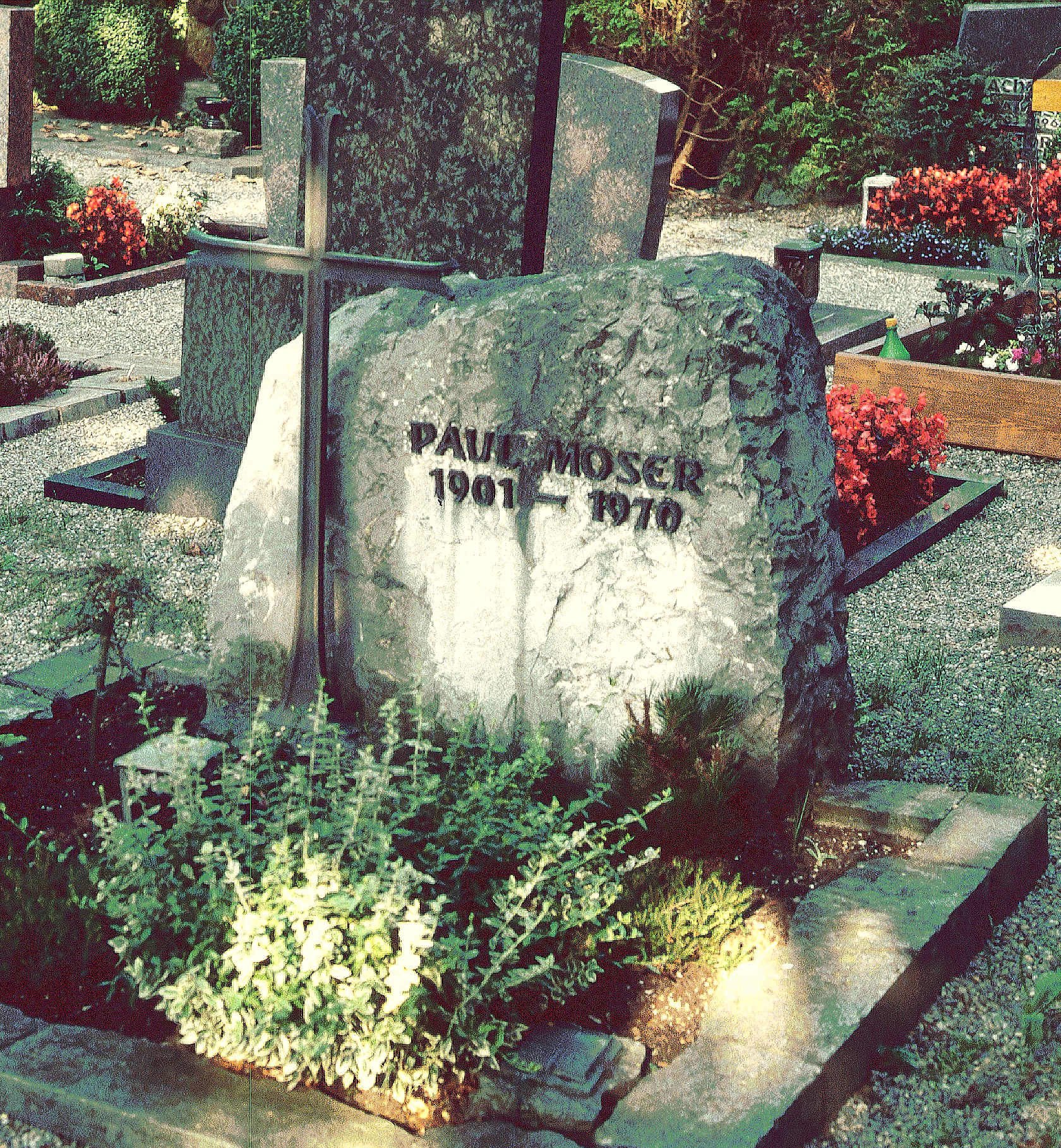
Grab von Paul Moser in Kißlegg 1997

Paul Albert Moser stammte aus Geislingen an der Steige und war Sohn des Konditormeisters Aquilin Moser und seiner Ehefrau Paula, geb. Zeller. Nach der Volksschule in Geislingen wechselte er für drei Jahre in die Realschule. Über das Progymnasium und die Aspirantenanstalt in Tuttlingen besuchte er von 1914 bis 1920 die Lehrerseminare in Rottweil und Schwäbisch Gmünd. Paul Moser kam danach an Schulen in Butsheim, Stuttgart, Mengen, Obereschach (Ravensburg), Weingarten, Aulendorf, Göppingen, Horgen, Neckarsulm, Großengstingen und Schramberg (1934–1936). Er blieb zunächst als Lehrer im Kreis Rottweil (Irslingen und Schömberg), kam über Wurzach nach St. Leonhard (bei Leutkirch 1937–1938). Am 10. Oktober 1937 starb sein Vater. Nach Spindelwag wurde er 1938 ständiger Lehrer in Kißlegg.
Dort heiratete er am 27. Dezember 1938 Hermine, geb. Tobias. Am 3. Februar 1940 starb das erste Kind Josef, am 9. Juli 1941 wurde Tochter Maria-Dorothea geboren. Am 13. Mai 1941 musste er zur Wehrmacht, wo er bis Kriegsende als Sanitätsobergefreiter in Lazaretten in Griechenland, Bulgarien, Serbien, Albanien und Kroatien seinen Dienst versah. 1943 fiel sein Bruder in Russland, 1944 starb seine Mutter. In englischer Gefangenschaft war er bis 1. Mai 1946. Danach unterrichtete er weiter in Kißlegg. Paul Moser kam nach verschiedenen Krankheiten 1966 in den Ruhestand. Er starb am 18. Oktober 1970 in Kißlegg.

## Sein Wirken

### Liedersammler
Zu den großen Liedsammlern im württembergischen Schwaben gehören Ernst Heinrich Meier, Anton Birlinger, Georg Thierer, Erich Seemann, August Lämmle und Jonas Köpf. Die meisten Aufzeichnungen zum schwäbischen Liedgut aber stammen von Paul Moser: 969 Sprüche und Lieder aus dem württembergischen Raum, nämlich aus dem Eschachtal (zwischen Schramberg und Rottweil), Geislingen/Steige, Wurzach, Leutkirch und Kißlegg mit Umgebung. Dazu kommen weitere 6 Lieder aus dem übrigen Deutschland, 10 aus Ungarn, 3 aus dem ehemaligen Jugoslawien, 10 aus der Ukraine und 33 aus Rumänien.
Auch während seiner Zeit im Kriegsdienst hatte er weiter deutsche Lieder im Donauraum gesammelt. Allerdings gibt es von seinen Liedersammlungen nicht wie bei den vorher Genannten ein gedrucktes Werk. Seine Bände Singendes Allgäu und Volkslieder wurden von ihm privat zusammengestellt und gebunden.

### Volkskundeforscher
Die Liedzahlen stellen nur einen Teil seiner Volkskundeforschung dar. So schrieb Paul Moser eine Volkskunde aus dem Eschachtal, eine Volkskunde Geislingen, eine zu Wurzach und  eine Volkskunde St. Leonhard.
Die Volkskunde Kisslegg mit 528 Seiten, selbst mit Fotos, Bildern und Scherenschnitten gestaltet, enthält
232 Kinderverse, 977 mundartliche Ausdrücke von Kißlegg und Umgebung, 1176 Sprichwörter und Redensarten, 50 alte Rätsel, 90 Schnaderhüpfl (Gstanzl), 226 Lieder, denen zum Teil Alfred Quellmalz später die Melodien ergänzen konnte. Dazu kommen 120 Kinderspiele, die er zusätzlich auch in einem eigenen Band zusammenfasste.
In einem gesonderten Band beschrieb Moser das Jahres- und Lebensbrauchtum der Landgemeinde Kißlegg i.A. auf 194 Seiten 235 Anlässe,  Weiter forschte er über Flurnamen, Ortsnamen, Sagen und Allgäuer Kost. Er trug sich weiterhin mit dem Gedanken, im Allgäu um Kißlegg herum der Volksmedizin (um 1953) nachzuspüren. Aufzeichnungen davon sind allerdings nicht aufzufinden.

### Schriftsteller
Paul Moser schrieb in der Zeitschrift "Das schöne Allgäu"  über das tausendjährige Rötsee. Er gestaltete die sagenhafte Lebensgeschichte des Eremiten Ratperonius. Heiter wird der Kurort Kisslegg im Allgäu beschrieben. In verschiedenen Zeitungsartikeln verband er sein ungeheures Wissen mit seiner schöpferischen Sprache.

## Überblick
Warum aus seinen Forschungsarbeiten keine Publikation entstehen konnte, lag mit an den Zeitumständen. Vor dem Krieg hatte er sich 1936 schon an August Lämmle von der Landesstelle für Volkskunde in Stuttgart gewandt, wurde aber vertröstet. Auch nach dem Krieg blieben seine Bemühungen 1947, 1950 und 1953 erfolglos. Auch die Gemeinde Kißlegg hatte andere Problem zu bewältigen. Er bot seine Aufzeichnungen der Universität Tübingen ebenfalls an – ohne Erfolg. In seinen Schreiben ist eine Verbitterung und Resignation festzustellen. „Nun, was ich neben meiner beruflichen Tätigkeit in meiner freien Zeit an volkskundlichen Überlieferungen in verschiedenen Landesteilen Württembergs gesammelt, bearbeitet und aufgezeichnet habe in etwa 3 Jahrzehnten, das ist geschehen.“ (27. Dezember 1955)
2016 beschloss die Gemeinde Kißlegg, nach ihrem Volkskundeforscher in einem Neubaugebiet einen Paul-Moser-Weg zu benennen.